# Garruncho
Garruncho, é em náutica uma peça metálica ou plástico que permite fixar uma vela a um cabo, como a vela de estai ao estai (n. 2 da imagem .